# カンクン海底美術館
カンクン海底美術館（カンクンかいていびじゅつかん、西: Museo Subacuático de Arte; MUSA, 英: Cancún Underwater Museum）は、メキシコの美術館。

## 設立の経緯
イギリス生まれの現代彫刻家で水中写真家でもあるジェイソン・デケアレス・テイラー（en:Jason deCaires Taylor）は、ロンドン芸術大学で彫刻を学ぶ一方で、スキューバダイビングのインストラクター資格を取得するという異色の経歴をもっている。その経験を生かして、2006年に西インド諸島南東部にあるグレナダ沖に世界初の海底彫刻公園を開設した。2010年にメキシコ南東部にある観光都市であるカンクンの沖にカンクン海底美術館を開設し、2014年には、バハマ諸島にあるナッソーの海底に、オーシャン・アトラス (Ocean Atlas) と名付けられた、高さおよそ5.5メートル、重さ60トンほどの少女像を設置した（北緯25度0分49.8秒 西経77度33分7.1秒 / 北緯25.013833度 西経77.551972度）。2016年にはモロッコ沖にあるカナリア諸島のひとつ、ランサローテ島沿いにアトランティコ美術館 (Museo Atlántico) と呼ばれる海底美術館（北緯28度51分23.2秒 西経13度48分39.1秒 / 北緯28.856444度 西経13.810861度）を開設している。
カンクン海底美術館のプロジェクトは、2008年に始動した。サンゴ礁が、ハリケーンや船の錨（）の他、観光客の不注意などで損傷を受けたり、地球温暖化の影響とされる海水温の上昇によって減少していたことから、サンゴ礁を保護する方法を考えていたカンクン国立海洋公園 (Cancún National Marine Park) が、テイラーを指名した。

## 展示作品
プンタ・ニスク（Punta Nizuc）からイスラ・ムヘーレス（Isla Mujeres）にまたがるカンクン国立海洋公園において、人々の日常生活などを再現した500を超える人物の等身大の像を含む彫刻作品が浅瀬に設置されている。踊っている少女もいれば、妊婦、裸身の男女、顔をしかめている老人など、さまざまな像がある。彫刻家数人の他に、ダイビングセンターや海洋生物学者もプロジェクトに協力した。
作品は、テイラーによって環境に優しく海の生物が発育しやすい中性のコンクリートや不活性のファイバーグラスを使って制作されたもので、サンゴ礁の破壊が根深い問題となっていたことを背景に、2010年にサンゴなどの海洋生物の発育の促進やサンゴ礁の保護を目的とする人工魚礁として海底に設置された。美術館は、同年11月27日に公式に開設された。
テイラーは、「サンゴが、生態系や人に与える影響を知ってもらうのが美術館の狙い」と述べている。
作品の鑑賞は、スキューバダイビングまたはシュノーケルによる方法の他、船底が透明なガラスになっているボートから見る方法がある。